# Brachycythara brevis
Brachycythara brevis é uma espécie de gastrópode do gênero Brachycythara, pertencente a família Mangeliidae.